# Ентська мова
Ентська мова (англ. Entish) — у легендаріумі Дж. Р. Р. Толкіна мова ентів, або Пастухів Дерев, — найдавнішого народу Середзем'я. Як і більшість інших мов походила від мови ельфів Квенья. Мова їх сильно відрізнялась від усіх інших: повільна й милозвучна, з численними повторюваннями, заснована на багатьох складних і різноманітних відтінках тону, котрі навіть мудреці Ельдарів не намагались викласти письмово. Своєю мовою енти користувалися тільки між собою, але приховувати її не було ніякої необхідності, бо все одно вивчити б її ніхто не зміг. Самі енти добре вивчали інші мови і ніколи їх не забували. Перевагу надавали мовам елдарів, і більш за все любили Давню Говірку. Дивні слова й імена, котрі як відзначають Меррі та Піппін, вживав Фангорн та інші енти, мають ельфійські корені. У деяких можна вловити відголоски квенья. Наприклад, «Тауреліломеа тумбалетауреа Ломеанор» можна перекласти як «Лісовазатіненаглибокачорнадолина Глибокодовголісиста Землямороку», при цьому Фангорн мав на увазі наступне: «У глибоких долинах лісу лежить чорна тінь».